# Zlatý míč 2022
Zlatý míč, cena pro nejlepšího fotbalistu světa dle mezinárodního panelu sportovních novinářů, se bude udělovat 17. října 2022.
Oproti předchozím ročníkům se cena uděluje za sezónu (v tomto případě za ročník 2021/22), nikoli za kalendářní rok.

## Zlatý míč
Nominovaní hráči byli zveřejněni 12. srpna 2022.
Sedminásobný vítěz a obhájce trofeje z minulého ročníku Lionel Messi nebyl poprvé od roku 2005 v třicetičlenné nominaci.
| Místo | Hráč                   | Klub(y)                    | Body |
| ----- | ---------------------- | -------------------------- | ---- |
| 1.    | Karim Benzema          | Real Madrid                | 549  |
| 2.    | Sadio Mané             | Liverpool                  | 193  |
| 3.    | Kevin De Bruyne        | Manchester City            | 175  |
| 4.    | Robert Lewandowski     | Bayern Mnichov             | 170  |
| 5.    | Mohamed Salah          | Liverpool                  | 116  |
| 6.    | Kylian Mbappé          | Paris Saint-Germain        | 85   |
| 7.    | Thibaut Courtois       | Real Madrid                | 82   |
| 8.    | Vinícius Júnior        | Real Madrid                | 61   |
| 9.    | Luka Modrić            | Real Madrid                | 20   |
| 10.   | Erling Haaland         | Borussia Dortmund          | 18   |
| 11.   | Son Hung-min           | Tottenham Hotspur          | 5    |
| 12.   | Rijád Mahriz           | Manchester City            | 4    |
| 13.   | Sébastien Haller       | Ajax                       | 2    |
| 14.   | Rafael Leão            | AC Milán                   | 2    |
| 14.   | Fabinho                | Liverpool                  | 2    |
| 16.   | Virgil van Dijk        | Liverpool                  | 1    |
| 17.   | Casemiro               | Real Madrid                | 1    |
| 17.   | Dušan Vlahović         | Fiorentina Juventus        | 1    |
| 17.   | Luis Díaz              | Porto Liverpool            | 1    |
| 20.   | Cristiano Ronaldo      | Juventus Manchester United | 0    |
| 21.   | Harry Kane             | Tottenham Hotspur          | 0    |
| 22.   | Bernardo Silva         | Manchester City            | 0    |
| 22.   | Trent Alexander-Arnold | Liverpool                  | 0    |
| 22.   | Phil Foden             | Manchester City            | 0    |
| 25.   | Joshua Kimmich         | Bayern Mnichov             | 0    |
| 25.   | Mike Maignan           | AC Milán                   | 0    |
| 25.   | Antonio Rüdiger        | Chelsea                    | 0    |
| 25.   | João Cancelo           | Manchester City            | 0    |
| 25.   | Christopher Nkunku     | RB Leipzig                 | 0    |
| 25.   | Darwin Núñez           | Benfica                    | 0    |

## Kopa Trophy
Nominace byla zveřejněna 12. srpna 2022.
| Místo | Hráč              | Klub(y)                         | Body |
| ----- | ----------------- | ------------------------------- | ---- |
| 1.    | Gavi              | FC Barcelona                    | 59   |
| 2.    | Eduardo Camavinga | Stade Rennais Real Madrid       | 51   |
| 3.    | Jamal Musiala     | Bayern Mnichov                  | 47   |
| 4.    | Jude Bellingham   | Borussia Dortmund               | 31   |
| 5.    | Nuno Mendes       | Sporting CP Paris Saint-Germain | 9    |
| 6.    | Ryan Gravenberch  | Ajax                            | 3    |
| 6.    | Joško Gvardiol    | RB Leipzig                      | 3    |
| 8.    | Bukayo Saka       | Arsenal                         | 3    |
| 9.    | Karim Adeyemi     | Red Bull Salzburg               | 1    |
| 10.   | Florian Wirtz     | Bayer Leverkusen                | 0    |

## Jašinova trofej
Nominovaní hráči byli zveřejněni 12. srpna 2022.
| Místo | Hráč             | Klub(y)             | Body |
| ----- | ---------------- | ------------------- | ---- |
| 1.    | Thibaut Courtois | Real Madrid         | 456  |
| 2.    | Alisson          | Liverpool           | 108  |
| 3.    | Ederson          | Manchester City     | 72   |
| 4.    | Édouard Mendy    | Chelsea             | 61   |
| 5.    | Mike Maignan     | AC Milán            | 45   |
| 6.    | Kevin Trapp      | Eintracht Frankfurt | 27   |
| 7.    | Manuel Neuer     | Bayern Mnichov      | 25   |
| 8.    | Jan Oblak        | Atlético Madrid     | 17   |
| 9.    | Yassine Bounou   | Sevilla             | 17   |
| 10.   | Hugo Lloris      | Tottenham Hotspur   | 9    |